# Natalia Juárez
Natália Juaréz Zenteno (Cidade do México, 13 de fevereiro de 1995) é uma atriz mexicana.

## Biografia
Natália iniciou sua carreira muito jovem, ainda criança fez sua primeira participação na televisão, com a personagem Simoneta Molina em 2002, na telenovela ¡Vivan los niños!, um remake da telenovela infantil de grande sucesso Carrusel de 1989, no mesmo papel que interpretou a atriz Ludwika Paleta sendo uma menina rica e esnobe. Nessa telenovela ela atuou com Daniela Aedo, e Danna Paola.
Em seguida, atuou em Mujer de madera do ano de 2004. Na primeira etapa da novela, interpretou a personagem Marisa Santibáñez Villalpando 'criança' . Na segunda etapa, a mesma personagem foi interpretada pela atriz Edith González, que foi substituída por Ana Patricia Rojo.
Natália esteve no elenco de Sueños y caramelos de 2005 como Lucy e em Querida enemiga, em 2008, como Florencia. Em 2009/2010, atuou na telenovela Atrévete a soñar como Fabiola Escobedo Iturbide.

## Filmografia
| Ano       | Novela/Série           | Personagem                  | Notas               |
| --------- | ---------------------- | --------------------------- | ------------------- |
| 2002      | ¡Vivan los Niños!      | Simoneta Molina             |                     |
| 2003      | Alegrijes y Rebujos    | Ela Mesma                   |                     |
| 2004      | Mujer de madera        | Marisa Santibáñez (Criança) |                     |
| 2005      | Sueños y Caramelos     | Lucy                        |                     |
| 2008–2015 | La rosa de Guadalupe   | Vários Personagens          | Série / 6 episódios |
| 2008      | Querida enemiga        | Florencia                   |                     |
| 2008–2009 | Un gancho al corazón   | Marina                      | 10 capitulos        |
| 2009      | Atrévete a soñar       | Fabiola                     |                     |
| 2011–2017 | Como dice el dicho     | Vários Personagens          | Série / 6 episódios |
| 2013–2014 | Lo que la vida me Robó | Virginia                    | 51 capítulos        |
| 2016      | Vino el amor           | Caroline                    | 14 capítulos        |
| 2018      | Por amar sin ley       | Anita                       | 2 capítulos         |